# Bitwa pod Żukowem
Bitwa pod Żukowem – bitwa pomiędzy wojskami polskimi a litewskimi, która stoczona została 20 maja 1350 pod Żukowem. 
Najazdy Litwinów na ziemie polskie w latach 50. XIV wieku związane były ze zmaganiami Kazimierza Wielkiego z władcami Litwy o panowanie nad ziemiami księstwa halicko-włodzimierskiego po śmierci ostatniego tamtejszego władcy, Bolesława Jerzego. Do pierwszych starć między Polakami a Litwinami doszło już w 1340 roku, jednak decydujące walki o zdobycze terytorialne miały miejsce od końca lat 40. Wielka wyprawa króla polskiego w 1349 roku pozwoliła mu zająć cała Ruś halicką ze Lwowem, Chełmem, Bełzem, Brześciem Litewskim i Włodzimierzem. Z walkami o ziemie ruskie związane są najazdy litewskie w 1350 roku.
Według Spominek sochaczewskich zagony litewskie dotarły na Mazowsze i ziemię łęczycką, niszcząc Warszawę oraz Czersk. Kazimierz Wielki przebywał wówczas na zjeździe ogólnopolskim w Sulejowie, co umożliwiło mu skuteczny pościg za Litwinami. Szybko uchodzących najeźdźców król polski dogonił na Mazowszu, niedaleko Sochaczewa, a pod Żukowem 20 maja 1350 roku wydał im walną bitwę. Siły polskie w pełni wykorzystały swoją przewagę liczebną i rozgromiły oddziały litewskie. Część najeźdźców zginęła w walce, reszta natomiast została zepchnięta na brzeg Bzury i utonęła w jej nurtach w czasie próby ucieczki. Historycy podkreślają udział w bitwie książąt mazowieckich, Bolesława III i Siemowita III, uczestników wspomnianego wcześniej zjazdu w Sulejowie, oraz oceniają postawę książąt mazowieckich jako nową jakość w odradzającym się Zjednoczonym Królestwie Polskim.
Według niektórych historyków, m.in. Tadeusza Nowaka i Jana Ptaka, bitwa pod Żukowem w rzeczywistości nie miała miejsca. 